# Conversazioni religiose di Napoleone
Conversazioni religiose di Napoleone (Conversations religieuses de Napoléon) è una raccolta di dialoghi tra Napoleone Bonaparte e i suoi compagni di esilio nell’isola di Sant'Elena. Contengono il pensiero intimo di Napoleone riguardo l’esistenza di Dio, la religione cristiana e le altre religioni.

## Storia editoriale
(Conversazioni religiose di Napoleone, Capitolo V, Della divinità di Gesù-Cristo, pp. 117-118.)
A Sant’Elena i compagni di esilio  erano soliti mettere per iscritto le conversazioni avute con l’Imperatore. Queste furono raccolte e poi date alle stampe, a proprie spese, dal cavaliere Robert-Augustin Antoine de Beauterne nel 1840, a Parigi, nell’opera dal titolo originale «Conversations religieuses de Napoléon, avec des documents inédits de la plus haute importance, où il révèle lui-même sa pensée intime sur le Christianisme, et des lettres de MM. le cardinal Fesch, Montholon, Hudson Lowe, Marchant, et un fac simile de l'écriture de l'empereur», affidando la distribuzione ai librai Olivier-Fulgence e Debécourt.
Le successive edizioni avranno delle varianti sia nel titolo che nel contenuto; in particolare l’opera Sentiment de Napoléon sur le Christianisme riproduce solo le parti relative alla dimostrazione dell’esistenza di Dio data da Napoleone.
In Italia è stata pubblicata con il titolo Pensieri di Napoleone sulla religione dagli editori Borel e Bompard di Napoli, nel 1842.
L’opera, sulla scia del Memoriale, intende mostrare sotto una nuova luce la persona e l’opera dell’Imperatore, contrapponendosi alla «leggenda nera» rappresentata da Lewis Goldsmith in The secret history of the court and cabinet of St. Cloud, pubblicato a Londra nel 1805.
Per la stesura dell’opera Antoine de Beauterne ha consultato i compagni di esilio dell’Imperatore, in particolare i generali Henri Gatien Bertrand, Gaspard Gourgaud, Louis Joseph Marchand, Carlo Tristano di Montholon e i due medici Francesco Antommarchi e Barry Edward O'Meara; il testo è stato inoltre redatto in un confronto diretto con i materiali della memoria di Sant’Elena, in particolare il Memoriale di Emmanuel de Las Cases del 1823.